# Садове (Херсонський район)
Садо́ве (в минулому — Фалєєвка) — село в Україні, у Херсонській міській громаді Херсонського району Херсонської області. Населення становить 1396 осіб.

## Загальні відомості
Село розташоване в 18 км від міста Херсона, на березі р. Інгулець, притоки Дніпра. Має розвинену інфраструктуру: школу, магазини, дитячий садок, бібліотеку, що розміщена в Будинку культури. На алеї Слави, увіковічені імена жителів села, котрі загинули під час Другої світової війни. Центральна вулиця, названа на честь С. А. Харченка, що віддав життя при звільненні села, під час форсування Дніпра у 1944 році, закривши власним тілом амбразуру ворожого доту. Харченку надали звання Героя Радянського Союзу посмертно.

## Населення
Згідно з переписом УРСР 1989 року чисельність наявного населення села становила 1372 особи, з яких 640 чоловіків та 732 жінки.
За переписом населення України 2001 року в селі мешкало 1396 осіб.

### Мовний склад
Рідна мова населення за даними перепису 2001 року:
| Мова       | Чисельність, осіб | Доля     |
| ---------- | ----------------- | -------- |
| Українська | 1 272             | 91,12 %  |
| Російська  | 113               | 8,09 %   |
| Інше       | 11                | 0,79 %   |
| Разом      | 1 396             | 100,00 % |

## Історія
Поселення виникло як запорізький зимівник Інгульської паланки.
1778 року будівничий Миколаєва Михайло Леонтійович Фалєєв збудував тут власну дачу, яку, за заповітом 1792 року, віддав своєму близькому другові Федорові Савелійовичу Комстадіусу. Нові господарі облаштували в ньому садибний будинок, розбили навколо розкішний парк. Орієнтиром для місця розташування цього неіснуючого нині комплексу може служити старий кам'яний сарай під черепичним дахом біля в'їзду в село за невеликим сквером, де стоїть хрест-оберіг. До наших днів від садибного ансамблю практично нічого не залишилося, лише самотній пам'ятник першому губернатору Катеринослава, герою російсько-турецької війни 1787—1791 років Івану Максимовичу Синельникову. Монумент був зведений на початку XX століття на кошти правнучки Синельникова Софії Миколаївни, у першому шлюбі — Комстадіус. Автором проекту, ймовірно, слід вважати губернського архітектора Казимира Квінто, який у 1902 році реставрував надгробний пам'ятник Синельникову у Катерининському соборі міста Херсона, на кошти тієї ж Софії Миколаївни.
Станом на 1886 рік у селі Микільської волості Херсонського повіту Херсонської губернії мешкало 454 особи, налічувалось 74 двори, існували православна церква та церковно-приходська школа, відкрита у 1881 році.
12 червня 2020 року, відповідно до Розпорядження Кабінету Міністрів України № 726-р «Про визначення адміністративних центрів та затвердження територій територіальних громад Херсонської області», увійшло до складу Херсонської міської громади.
19 липня 2020 року, в результаті адміністративно-територіальної реформи увійшло до складу новоутвореного Херсонського району.
У березні 2022 року село тимчасово окуповане російськими військами під час російсько-української війни.
11 листопада 2022 року в ході контрнаступу в Херсонській області було звільнене Збройними силами України.

Фото
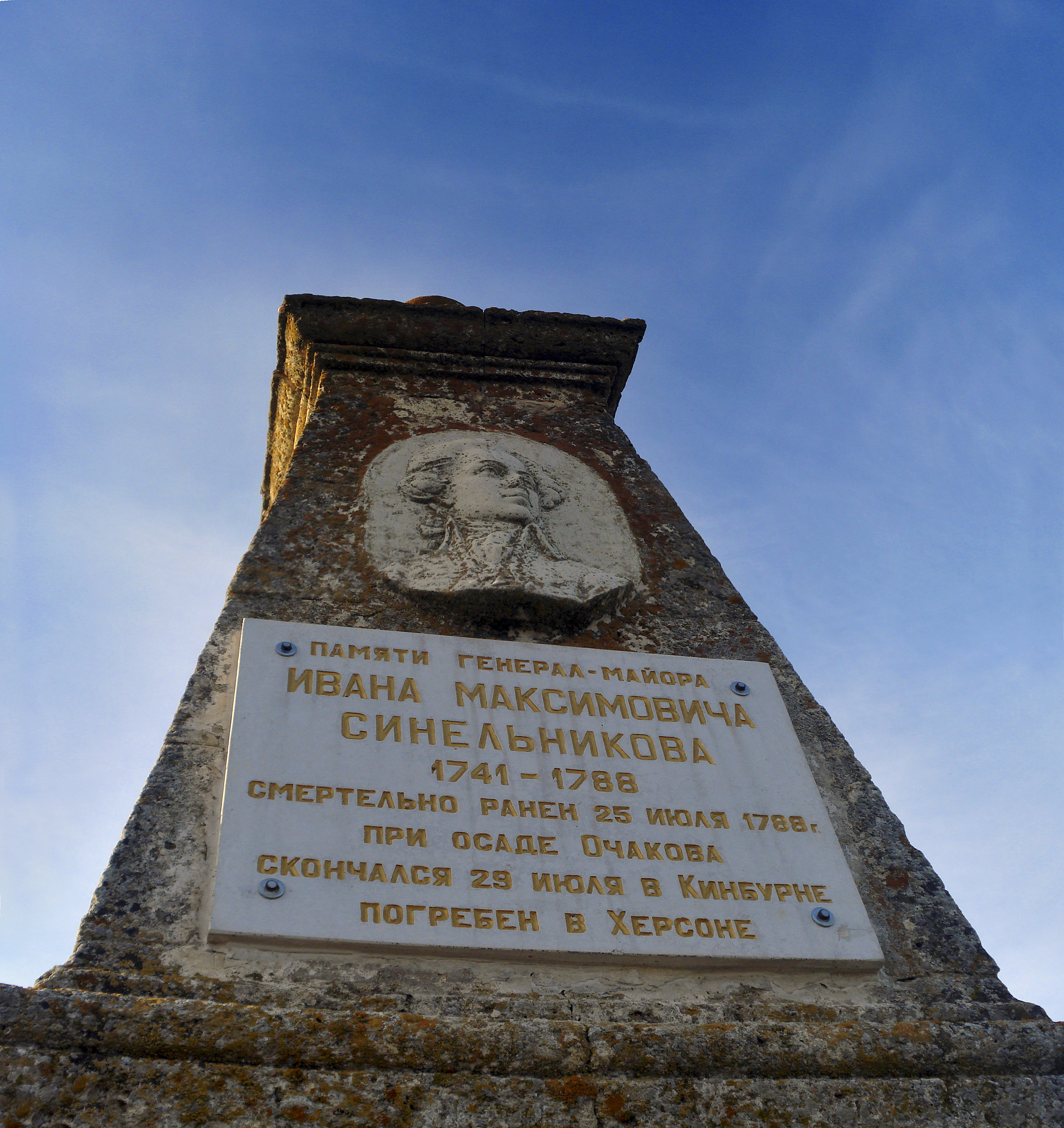
Пам'ятник генералу І.М.Синельникову
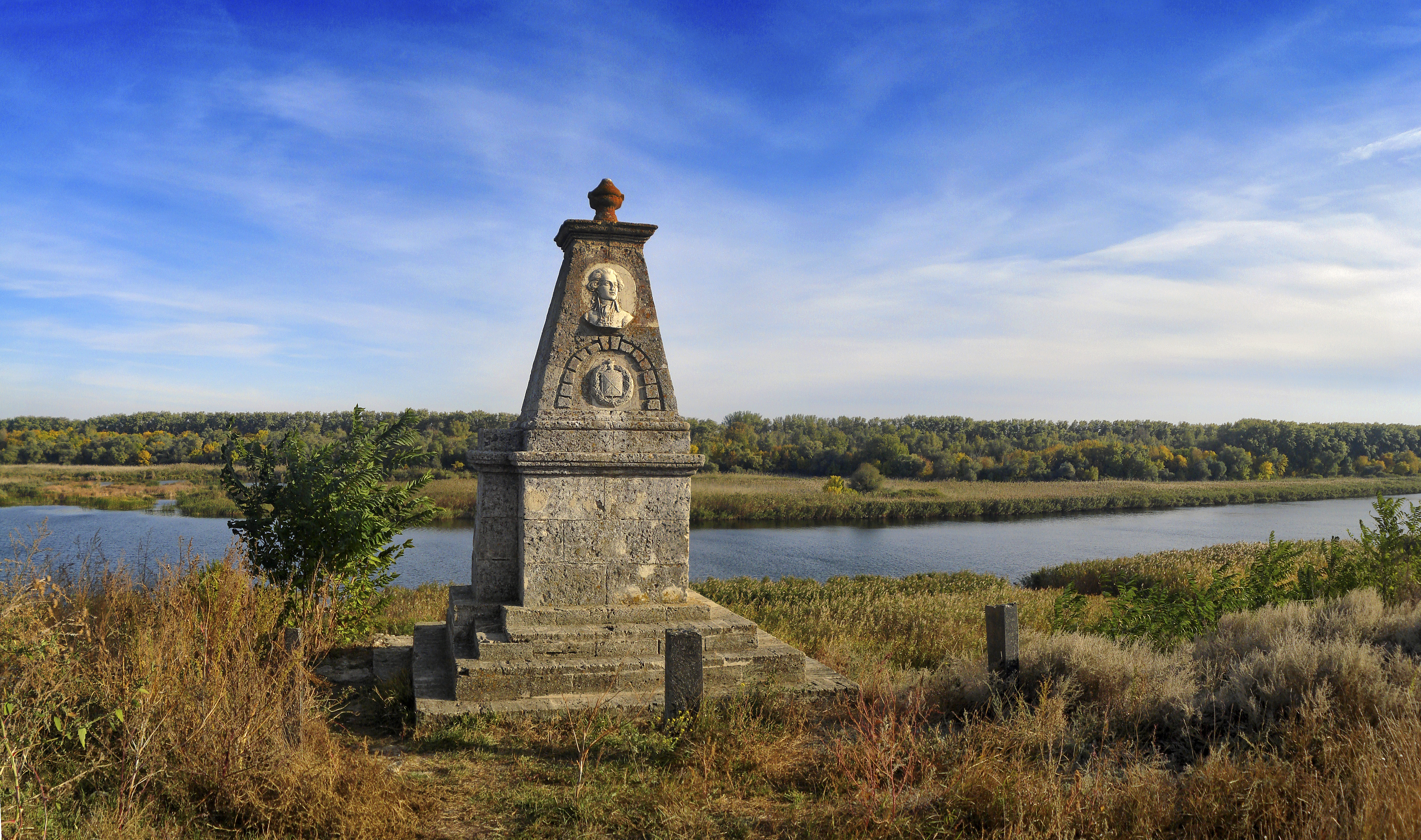
Пам'ятник генералу І.М.Синельникову

## Храми
- Миколаївський храм УПЦ МП